# Myiarchus semirufus
Myiarchus semirufus е вид птица от семейство Tyrannidae. Видът е застрашен от изчезване.

## Разпространение
Видът е разпространен в Перу.